# Ева Хадаши
Ева Хадаши (англ. Eva Hadashi, настоящее имя – Евгения Суда; 7 августа 1975, Киев, УССР) — украинский учёный, кандидат искусствоведения, магистр филологии, японист, музыковед, писательница, певица, теле- радиоведущая. Исследователь западного влияния на музыкальное искусство Японии периода Мэйдзи, лауреат Международного литературного конкурса «Коронация слова» за роман «Западная гейша» (2019).

## Биография
Евгения Суда родилась 7 августа 1975 года в Киеве.
В 1995 году окончила Киевское государственное высшее музыкальное училище им. Р. Глиэра по специальности хоровое дирижирование. В 2000-м году с отличием окончила Национальную музыкальную академию Украины имени П.И. Чайковского по специальности хоровое дирижирование. Училась в классе ректора Национальной музыкальной академии Украины – профессора, народного артиста Олега Тимошенко. С 2000 по 2004 годы изучала «японский язык и литературу, английский язык» в Киевском национальном университете им. Т. Шевченко (окончила магистратуру с отличием). С первых курсов работала в направлении налаживания культурного диалога между Украиной и Японией.
В 2001 году менеджером-переводчиком выехала в Японию с выдающейся украинской джазовой певицей Ольгой Войченко на «Джазовый конкурс Асакуса» (г. Токио).
На последнем курсе университета от японской продюсерской компании получила контракт менеджера-переводчика. Продюсирует в Японии украинскую оперную певицу и бандуристку Оксану Степанюк, ныне – солистка Токийской оперы Фудзивара.
В 2003 году закончила краткосрочную учебную программу в американском высшем музыкальном учебном заведении – Музыкальный колледж Беркли по специальности джазовый вокал. Выпускник этого же колледжа становится мужем Евгении – свадьба состоялась в 2003-м, супруги проживали преимущественно в Японии. Готовясь стать матерью Евгения прерывает свой рабочей контракт, а в период с 2012 по 2017 идёт бракоразводный процесс. На этот период приходится написание дебютного автобиографического романа «Западная гейша» (опубликован в 2016 году).
В 2011 году участвует в проекте «Диалог культур: Украина – Япония», посвящённом Аварии на Чернобыльской АЭС и Аварии на Первой Фукусимской АЭС (солистка-исполнительница главной партии в основном произведении проекта – камерной симфонии Василия Пилипчака «Молитва цикад» в исполнении Национального президентского оркестра Украины под управлением японского дирижёра Такаси Уэно.

## Японизм и литературная деятельность
Сюжет дебютного романа «Западная гейша» – биографичен – музыкант по первому образованию Евгения едет в США на краткосрочное обучение в Музыкальном колледже Беркли, где знакомится со своим будущим мужем-японцем, выпускником этого колледжа – джазовым композитором, гитаристом. Рукопись автобиографического романа принимается к печати литературно-художественным журналом «Радуга» –  сокращенная его версия выходит в №3-4 за 2016 год.
Роман выходит под псевдонимом Ева Хадаши – что в переводе с японского означает «босоногая».
Полная версия рукописи романа «Западная гейша» взяла участие в Международном литературном конкурсе «Коронация слова». По итогам 2019 роман получил специальную награду «Международное признание».
Роман издан на русском, украинском и японском языках. Первое японское издание (2020 года), а также второе украинское издание (2021 года), стало совместным украинско-японским проектом: издательства «Радуга» (Украина) и издательства «Днепр» (Япония) при содействии Японско-украинской ассоциации культурного обмена.
В феврале 2021 года в Токио в посольстве Украины в Японии состоялась презентация японского издания романа. Событие имело широкий международный резонанс.

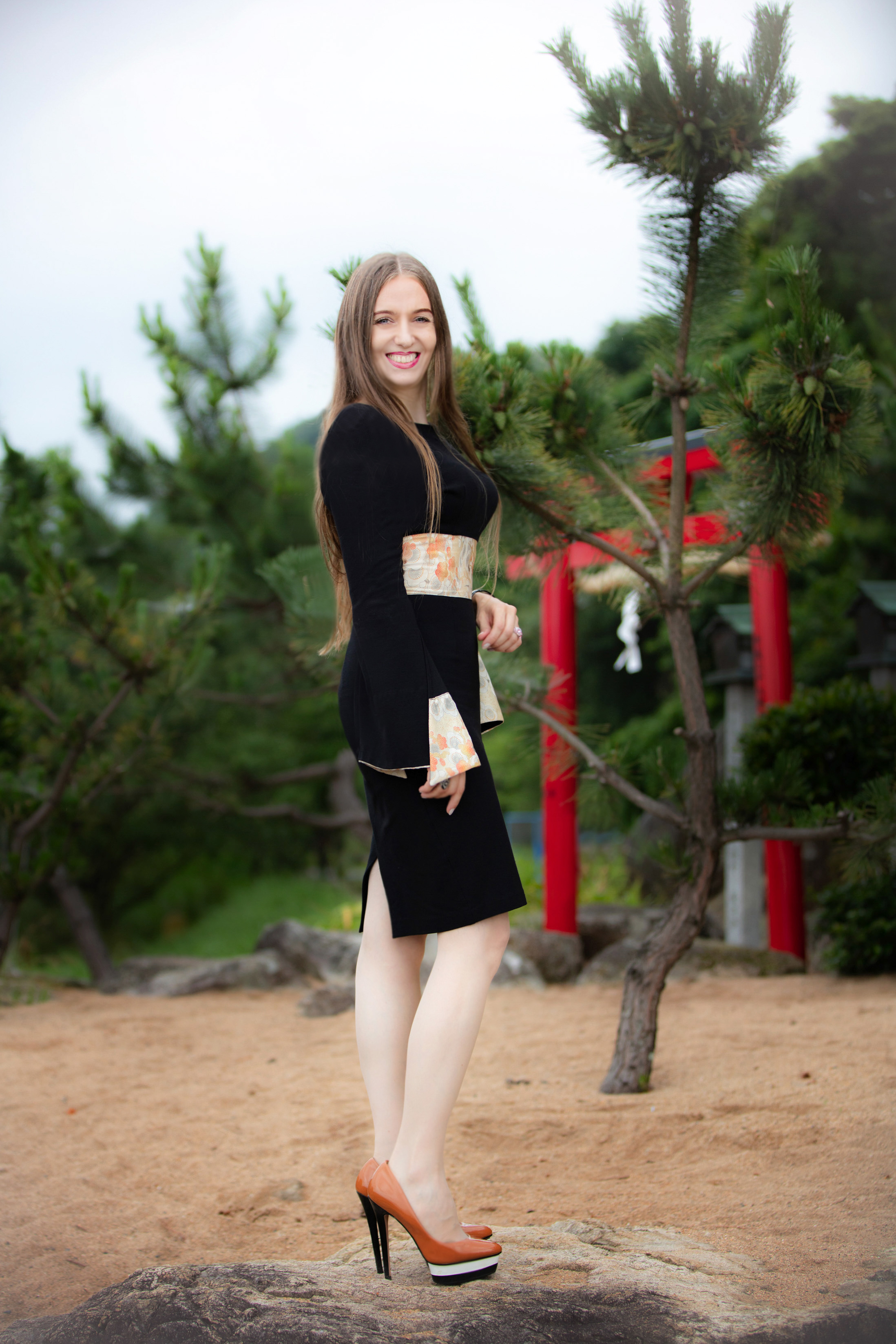
Ева Хадаши

В 2017 году в Национальной музыкальной академии Украины им. П.И. Чайковского защитила кандидатскую диссертацию на тему «Западные влияния в музыкальном искусстве Японии периода Мэйдзи (1868–1912)» – первый в украинском музыкознании труд по музыкальной японистике. А в 2019 году в издательстве «Музыкальная Украина» вышла одноимённая монография. Исследования касасаются эпохи Мэйдзи, периода «открытия» страны после более чем двухсотлетней самоизоляции, что явилось мощным импульсом к диалогическому взаимодействию Японии с культурным пространством Запада. Европейская музыка, как неотъемлемая часть западной культуры, входит и в японскую традицию, сперва через военную сферу, после – через культовую и образовательную сферы. В работе системно раскрыт начальный этап внедрения в Японии западной музыки, проанализирована специфика освоения японцами творческого мышления европейского типа. Доктор искусствоведения, профессор кафедры истории украинской и зарубежной музыки Харьковского университета искусств имени И. П. Котляревского Ирина Драч отмечает, что «Евгении Суда удалось отойти от привычных мифических представлений о «японской экзотике». Она рассматривает музыкальный мир Японии изнутри, выясняет, как происходила во второй половине XIX века модернизация страны, оказавшейся в состоянии средневековья перед вызовами нового времени. Такой подход очень актуален для Украины, поскольку позволяет на примере развития музыкального искусства постичь опыт реформ, создавших благоприятные предпосылки для осуществления в дальнейшем известного „экономического чуда“». Профессор русского языка университета Тэнри Мотохиро Оно (яп. 小野元裕) отмечает не только актуальность исследования, но и говорит о его уникальности: «Несмотря на то, что японское искусство – предмет пристального интереса учёных многих стран, к нему обращаются удивительно редко. Музыкальное искусство Японии, в частности западные влияния на музыку и культуру этой страны, мало изучены».
Основным аспектом творчества и научной деятельности определяется развитие плодотворного диалога между культурами Запада и Востока. В этом направлении занимается также и популярной культурой, в частности пишет популярные песни на японском языке – музыкальный диск «Запад и Восток» полностью состоит из авторских песен на японском языке, направленных на современного молодого слушателя. Фрагмент авторской песни «Надень на меня это платье» был использован в художественном фильме «Стальная Анжелика» японского режиссёра Йониси Тосинари, а песня «Я тебя очень люблю» после двух отборочных туров вошла в финал конкурса «Гран-при: Песня к аниме».
Является автором и ведущей программы «Современная Япония» на Blackan Radio TV Japan, в которой поднимаются вопросы скорочтения в японском языке, трансформации в современном искусстве каллиграфии, будущего японского кинематографа, современного кимоно и его трансформации (программа на японском языке). Также является моделью элегантной и спортивной женской одежды японских дизайнеров (Yumeya Hachiman, Takako Hotta, Kimono Nakanokou).
Летом 2020 года начала работу над продолжением романа «Западная гейша». Рабочее название книги – «Диффамация».
Во время российского вторжения в Украину 2022 активно поддерживает родную страну, помогает беженцам, участвует в благотворительных акциях и концертах. Работает переводчиком и соискателем ведущих японских телевизионных компаний (NHK, Fuji Television, TBS Television, TV Asahi и др.) для новостей и информационных программ, освещающих события войны.

## Шоу-бизнес
К своему дебютному роману записала и выпустила CD–диск – музыкальные иллюстрации «Западная гейша» (2016). Кроме того вышли и другие аудиодиски «Приятно познакомиться» (2018), «Запад и Восток» (2019). С песней «Я тебя очень люблю» в 2019 году стала финалисткой конкурса «Гран-при: Песня к Аниме», который проходил в Осаке (Япония).
Стала финалисткой конкурса «Классик кроссовер», который проходил в 2016 году в Токио, исполнив «Amaizing Grace» и «Тему Любви» из фильма «Cinema Paradiso», победительницей конкурса красоты «Мисс Дзюн Брайд» в старшей возрастной категории «Bimajo» (Осака, 2018). Снялась в эпизодических киноролях: певица в художественном фильме 2018 года режиссёра Йониси Тосинари «Стальная Анжелика» (англ. Steel Angie), студентки-иностранки в фильме 2019 года режиссёра Лим Каваи «Приходи и прощай» (англ. Come and Go). Премьера «Приходи и прощай» состоялась на Международном кинофестивале в Токио в 2020 году.
В мае 2022 года в роли Елены Осовской снялась в историческо-документальной ленте «К столетию памяти украинских иммигрантов», производства японской телекомпании «NHK». В июне того же года в роли певицы – «Музыка желаний» (производство телекомпании «NHK» о деятельности японского дирижёра Мицунобу Такая, выпускника Киевской консерватории)
С июля 2022 года на радиовещании FM CYAO начинаются трансляции программы «Украинская идентичность», которую ведёт вместе с певицей и вице-директором Японско-украинской ассоциации культурного обмена Аки Оно. Программа освещает вопросы украинской истории, культуры, традиций, языка. Первый эфир – 2 июля).